# Championnat d'Asie du Sud-Est de football 2014
Navigation
Édition précédente Édition suivante
L'AFF Suzuki Cup 2014 est une compétition internationale de football, la 10e édition du Championnat d'Asie du Sud-Est de football, championnat regroupant les équipes nationales de l'ASEAN (Association des Nations de l'Asie du Sud-Est), inauguré en 1996. Autrefois appelée Tiger Cup (Coupe du Tigre) lors des premières éditions, la Coupe a changé de nom depuis 2008 car elle est désormais sponsorisée par l'entreprise japonaise Suzuki.
Elle s'est déroulée du 22 novembre 2014 au 20 décembre 2014 au Viêt Nam et à Singapour pour la phase de groupes. Les demi-finales et la finale, jouée en matchs aller-retour, se sont jouées dans les pays concernés.
C'est l'équipe de Thaïlande qui s'impose en finale face à la Malaisie. Il s'agit du quatrième titre thaïlandais dans la compétition alors que la Malaisie dispute sa troisième finale. L'attaquant thaïlandais Chanathip Songkrasin est sacré meilleur joueur de la compétition alors que le Malais Mohd Safiq Rahim termine meilleur buteur avec un total de six réalisations.

## Stades
| Hanoï                   | Hanoï                   | Kallang                | Kallang                     |
| ----------------------- | ----------------------- | ---------------------- | --------------------------- |
| Stade national My Dinh  | Stade Hàng Đẫy          | Stade Jalan Besar      | Stade national de Singapour |
| Capacité: 40 192 places | Capacité: 22 500 places | Capacité: 8 000 places | Capacité: 55 000 places     |
|                         |                         |                        |                             |

## Tour préliminaire
Le tour préliminaire de qualification s'est déroulé du 12 au 20 octobre 2014 à Vientiane, capitale du Laos. Il a opposé les cinq nations les plus mal classées de l'ASEAN : la Birmanie, le Laos, le Cambodge, le Timor oriental et Brunei.
| Rang | Équipe         | Pts | J | G | N | P | Bp | Bc | Diff |  | Résultats (▼ dom., ► ext.) |     |     |     |     |     |
| ---- | -------------- | --- | - | - | - | - | -- | -- | ---- |  | -------------------------- | --- | --- | --- | --- | --- |
| 1    | Birmanie       | 10  | 4 | 3 | 1 | 0 | 6  | 2  | +4   |  | Birmanie                   |     | 2-1 |     | 0-0 |     |
| 2    | Laos           | 9   | 4 | 3 | 0 | 1 | 10 | 6  | +4   |  | Laos                       |     |     | 3-2 | 2-0 |     |
| 3    | Cambodge       | 6   | 4 | 2 | 0 | 2 | 6  | 6  | 0    |  | Cambodge                   | 0-1 |     |     |     | 1-0 |
| 4    | Timor oriental | 4   | 4 | 1 | 1 | 2 | 6  | 7  | -1   |  | Timor oriental             |     |     | 2-3 |     | 4-2 |
| 5    | Brunei         | 0   | 4 | 0 | 0 | 4 | 5  | 12 | -7   |  | Brunei                     | 1-3 | 2-4 |     |     |     |

## Phase finale
La phase finale regroupe 8 équipes. Les deux pays hôtes sont automatiquement qualifiés, ainsi que les 4 autres équipes les mieux classées dans les compétitions précédentes. Deux autres équipes sont qualifiées via le tour préliminaire.
La phase de groupe se déroule au Viet Nam du 22 au 28 novembre pour le groupe A, à Singapour du 23 au 29 novembre pour le groupe B. Les demi-finales et la finale sont jouées en match aller-retour à domicile et à l'extérieur. Les demi-finales ont lieu les 6 et 7 décembre pour les matchs aller, les 10 et 11 décembre pour les matchs retour. La finale aura lieu les 17 et 20 décembre.

### Participants
Les deux pays hôtes sont automatiquement qualifiés pour la phase finale
- Vietnam
- Singapour

Quatre autres pays sont qualifiés automatiquement pour la phase finale grâce à leurs résultats dans les compétitions précédentes
- Thaïlande
- Malaisie
- Philippines
- Indonésie

Deux pays se sont qualifiés via le tour préliminaire
- Birmanie
- Laos

### Phase de groupes

#### Groupe A
Les matchs ont lieu au Stade national My Dinh et au Stade Hàng Đẫy de Hanoï du 22 au 28 novembre 2014.
| Rang | Équipe      | Pts | J | G | N | P | Bp | Bc | Diff |  | Résultats (▼ dom., ► ext.) |  |     |     |     |
| ---- | ----------- | --- | - | - | - | - | -- | -- | ---- |  | -------------------------- |  | --- | --- | --- |
| 1    | Vietnam     | 7   | 3 | 2 | 1 | 0 | 8  | 3  | +5   |  | Vietnam                    |  | 3-1 | 2-2 | 3-0 |
| 2    | Philippines | 6   | 3 | 2 | 0 | 1 | 9  | 4  | +5   |  | Philippines                |  |     | 4-0 | 4-1 |
| 3    | Indonésie   | 4   | 3 | 1 | 1 | 1 | 7  | 7  | 0    |  | Indonésie                  |  |     |     | 5-1 |
| 4    | Laos        | 0   | 3 | 0 | 0 | 3 | 2  | 12 | -10  |  | Laos                       |  |     |     |     |

#### Groupe B
Les matchs ont lieu au Stade Jalan Besar et au Stade national de Singapour de Kallang du 23 au 29 novembre 2014.
| Rang | Équipe    | Pts | J | G | N | P | Bp | Bc | Diff |  | Résultats (▼ dom., ► ext.) |  |     |     |     |
| ---- | --------- | --- | - | - | - | - | -- | -- | ---- |  | -------------------------- |  | --- | --- | --- |
| 1    | Thaïlande | 9   | 3 | 3 | 0 | 0 | 7  | 3  | +4   |  | Thaïlande                  |  | 3-2 | 2-1 | 2-0 |
| 2    | Malaisie  | 4   | 3 | 1 | 1 | 1 | 5  | 4  | +1   |  | Malaisie                   |  |     | 3-1 | 0-0 |
| 3    | Singapour | 3   | 3 | 1 | 0 | 2 | 6  | 7  | -1   |  | Singapour                  |  |     |     | 4-2 |
| 4    | Birmanie  | 1   | 3 | 0 | 1 | 2 | 2  | 6  | -4   |  | Birmanie                   |  |     |     |     |

### Phase à élimination directe
|  | Demi-finales          | Demi-finales          | Demi-finales          | Demi-finales          |           |           | Finale                 | Finale                 | Finale                 | Finale                 |
|  |                       |                       |                       |                       |           |           |                        |                        |                        |                        |
|  | 6 et 10 décembre 2014 | 6 et 10 décembre 2014 | 6 et 10 décembre 2014 | 6 et 10 décembre 2014 |           |           | 17 et 20 décembre 2014 | 17 et 20 décembre 2014 | 17 et 20 décembre 2014 | 17 et 20 décembre 2014 |
|  | Philippines           | Philippines           | 0                     | 0                     |           |           | 17 et 20 décembre 2014 | 17 et 20 décembre 2014 | 17 et 20 décembre 2014 | 17 et 20 décembre 2014 |
|  | Philippines           | Philippines           | 0                     | 0                     |           |           | 17 et 20 décembre 2014 | 17 et 20 décembre 2014 | 17 et 20 décembre 2014 | 17 et 20 décembre 2014 |
|  | Thaïlande             | Thaïlande             | 0                     | 3                     |           |           | 17 et 20 décembre 2014 | 17 et 20 décembre 2014 | 17 et 20 décembre 2014 | 17 et 20 décembre 2014 |
|  | Thaïlande             | Thaïlande             | 0                     | 3                     | Thaïlande | Thaïlande | 2                      | 2                      |                        |                        |
|  | 7 et 11 décembre 2014 |                       |                       |                       | Thaïlande | Thaïlande | 2                      | 2                      |                        |                        |
|  |                       |                       | Malaisie              | Malaisie              | 0         | 3         |                        |                        |                        |                        |
|  | Malaisie              | Malaisie              | Malaisie              | Malaisie              | 0         | 3         | 1                      | 4                      |                        |                        |
|  | Malaisie              | Malaisie              |                       |                       |           |           |                        | 4                      |                        |                        |
|  | Vietnam               | Vietnam               | 2                     | 2                     |           |           |                        |                        |                        |                        |
|  | Vietnam               | Vietnam               | 2                     | 2                     |           |           |                        |                        |                        |                        |

#### Demi-finales
| 6 décembre 2014 | Philippines      | 0 – 0 | Thaïlande | Stade Rizal Memorial, Manille |                              |
| 20:00 UTC+8     |                  |       |           | Arbitrage : Abdullah Balideh  | Arbitrage : Abdullah Balideh |
| 20:00 UTC+8     | Feuille de match |       |           | Arbitrage : Abdullah Balideh  | Arbitrage : Abdullah Balideh |

| 7 décembre 2014 | Malaisie         | 1 – 2 | Vietnam                                | Stade Shah Alam, Kuala Lumpur |                     |
| 20:00 UTC+8     | Safiq 14e (pen.) |       | 32e Võ Huy Toàn · 60e Nguyễn Văn Quyết | Arbitrage : Ma Ning           | Arbitrage : Ma Ning |
| 20:00 UTC+8     | Feuille de match |       |                                        | Arbitrage : Ma Ning           | Arbitrage : Ma Ning |

| 10 décembre 2014 | Thaïlande                           | 3 – 0 | Philippines | Stade Rajamangala, Bangkok |                          |
| 19:00 UTC+7      | Songkrasin 6e · Thaweekarn 57e, 86e |       |             | Arbitrage : Kim Sang-woo   | Arbitrage : Kim Sang-woo |
| 19:00 UTC+7      | Feuille de match                    |       |             | Arbitrage : Kim Sang-woo   | Arbitrage : Kim Sang-woo |

| 11 décembre 2014 | Vietnam               | 2 – 4 | Malaisie                                                                  | Stade national My Dinh, Hanoï |                          |
| 19:00 UTC+7      | Lê Công Vinh 22e, 79e |       | 4e (pen.) Safiq · 16e Norshahrul · 29e (csc) Đinh Tiến Thành · 43e Shukor | Arbitrage : Masaaki Toma      | Arbitrage : Masaaki Toma |
| 19:00 UTC+7      | Feuille de match      |       |                                                                           | Arbitrage : Masaaki Toma      | Arbitrage : Masaaki Toma |

#### Finale
| 17 décembre 2014 | Thaïlande                            | 2 - 0 | Malaisie | Stade Rajamangala, Bangkok     |                                |
| 19:00 UTC+7      | Chappuis 72e (pen.) · Thaweekarn 86e |       |          | Arbitrage : Valentin Kovalenko | Arbitrage : Valentin Kovalenko |
| 19:00 UTC+7      | Feuille de match                     |       |          | Arbitrage : Valentin Kovalenko | Arbitrage : Valentin Kovalenko |

| 20 décembre 2014 | Malaisie                    | 3 - 2 | Thaïlande                     | Stade national Bukit Jalil, Kuala Lumpur |                             |
| 20:00 UTC+8      | Safiq 7e, 58e · Putra 45+2e |       | 82e Chappuis · 87e Songkrasin | Arbitrage : Alireza Faghani              | Arbitrage : Alireza Faghani |
| 20:00 UTC+8      | Feuille de match            |       |                               | Arbitrage : Alireza Faghani              | Arbitrage : Alireza Faghani |

| Vainqueur de l'AFF Suzuki Cup 2014: Thaïlande Quatrième titre |

## Classement des buteurs
Classement des buteurs :
- 6 buts :
  -  Mohd Safiq Rahim

- 4 buts :
  -  Charyl Chappuis
  -  Lê Công Vinh

- 3 buts :
  -  Kroekrit Thaweekarn

## Sources et références
1. ↑  « Suzuki renew its title sponsorship of AFF Cup »(Archive.org • Wikiwix • Archive.is • Google • Que faire ?) (consulté le 20130317)
2. ↑  (en) « Compte-rendu de la finale retour », sur AFF Suzuki Cup 2012 (consulté le 10 novembre 2016)
3. ↑  (en) Calendrier officiel de la phase finale
4. ↑  (en) « Live Match Updates », Asian Football Confederation (consulté le 19 décembre 2014)